# Österreich-Rundfahrt 1998
L'Österreich-Rundfahrt 1998, cinquantesima edizione della corsa, si svolse dal 30 maggio al 6 giugno su un percorso di 1278 km ripartiti in 7 tappe e un cronoprologo, con partenza da Klosterneuburg e arrivo a Gröbming. Fu vinto dallo svizzero Beat Zberg della Rabobank davanti al suo connazionale Philipp Buschor e all'italiano Matteo Tosatto.

## Tappe
| Tappa  | Data      | Percorso                                            | km   | Vincitore di tappa | Leader cl. generale |
| ------ | --------- | --------------------------------------------------- | ---- | ------------------ | ------------------- |
| Prol.  | 30 maggio | Klosterneuburg > Klosterneuburg (cron. individuale) | 4    | Beat Zberg         | Beat Zberg          |
| 1ª     | 31 maggio | Vienna > Graz                                       | 218  | Andrej Hauptman    | Beat Zberg          |
| 2ª     | 1º giugno | Graz >                                              | 191  | Niki Aebersold     | Beat Zberg          |
| 3ª     | 2 giugno  | Weyer > Braunau am Inn                              | 173  | Max van Heeswijk   | Walter Bonca        |
| 4ª     | 3 giugno  | Braunau am Inn >                                    | 177  | Massimo Donati     | Walter Bonca        |
| 5ª     | 4 giugno  | Villach >                                           | 170  | Peter Luttenberger | Walter Bonca        |
| 6ª     | 5 giugno  | Villach > Bad Hofgastein                            | 212  | Rajko Petek        | Beat Zberg          |
| 7ª     | 6 giugno  | Bad Hofgastein > Gröbming                           | 133  | Mirko Rossato      | Beat Zberg          |
| Totale | Totale    | Totale                                              | 1278 |                    |                     |

## Dettagli delle tappe

### Prologo
- 30 maggio: Klosterneuburg > Klosterneuburg (cron. individuale) – 4 km

| Pos. | Corridore        | Squadra  | Tempo |
| ---- | ---------------- | -------- | ----- |
| 1    | Beat Zberg       | Rabobank | 5'03" |
| 2    | René Haselbacher |          | a 2"  |
| 3    | Andrej Hauptman  |          | a 5"  |

| Pos. | Corridore        | Squadra  | Tempo |
| ---- | ---------------- | -------- | ----- |
| 1    | Beat Zberg       | Rabobank | 5'03" |
| 2    | René Haselbacher |          | a 2"  |
| 3    | Andrej Hauptman  |          | a 5"  |

### 1ª tappa
- 31 maggio: Vienna > Graz – 218 km

| Pos. | Corridore       | Squadra    | Tempo    |
| ---- | --------------- | ---------- | -------- |
| 1    | Andrej Hauptman |            | 5h29'51" |
| 2    | Markus Zberg    | Post Swiss | s.t.     |
| 3    | Frantisek Trkal |            | s.t.     |

| Pos. | Corridore  | Squadra  | Tempo |
| ---- | ---------- | -------- | ----- |
| 1    | Beat Zberg | Rabobank |       |

### 2ª tappa
- 1º giugno: Graz >  – 191 km

| Pos. | Corridore          | Squadra       | Tempo    |
| ---- | ------------------ | ------------- | -------- |
| 1    | Niki Aebersold     | Post Swiss    | 4h44'10" |
| 2    | Beat Zberg         | Rabobank      | s.t.     |
| 3    | Giuseppe Di Grande | Mapei-Bricobi | s.t.     |

| Pos. | Corridore          | Squadra       | Tempo     |
| ---- | ------------------ | ------------- | --------- |
| 1    | Beat Zberg         | Rabobank      | 10h18'58" |
| 2    | Niki Aebersold     | Post Swiss    | a 5"      |
| 3    | Giuseppe Di Grande | Mapei-Bricobi | a 16"     |

### 3ª tappa
- 2 giugno: Weyer > Braunau am Inn – 173 km

| Pos. | Corridore        | Squadra         | Tempo    |
| ---- | ---------------- | --------------- | -------- |
| 1    | Max van Heeswijk | Rabobank        | 3h50'35" |
| 2    | Frantisek Trkal  |                 | s.t.     |
| 3    | Wim Vansevenant  | Vlaanderen 2002 | s.t.     |

| Pos. | Corridore       | Squadra    | Tempo     |
| ---- | --------------- | ---------- | --------- |
| 1    | Walter Bonca    |            | 14h09'48" |
| 2    | Rolf Huser      | Post Swiss | a 11"     |
| 3    | Frantisek Trkal |            | a 39"     |

### 4ª tappa
- 3 giugno: Braunau am Inn >  – 177 km

| Pos. | Corridore       | Squadra | Tempo    |
| ---- | --------------- | ------- | -------- |
| 1    | Massimo Donati  | Saeco   | 4h09'02" |
| 2    | Filippo Baldo   | Ballan  | a 2"     |
| 3    | Philipp Buschor | Saeco   | s.t.     |

| Pos. | Corridore      | Squadra    | Tempo     |
| ---- | -------------- | ---------- | --------- |
| 1    | Walter Bonca   |            | 18h18'52" |
| 2    | Rolf Huser     | Post Swiss | a 17"     |
| 3    | Massimo Donati | Saeco      | a 40"     |

### 5ª tappa
- 4 giugno: Villach >  – 170 km

| Pos. | Corridore          | Squadra    | Tempo |
| ---- | ------------------ | ---------- | ----- |
| 1    | Peter Luttenberger | Rabobank   |       |
| 2    | Beat Zberg         | Rabobank   |       |
| 3    | Markus Zberg       | Post Swiss |       |

| Pos. | Corridore    | Squadra | Tempo |
| ---- | ------------ | ------- | ----- |
| 1    | Walter Bonca |         |       |

### 6ª tappa
- 5 giugno: Villach > Bad Hofgastein – 212 km

| Pos. | Corridore     | Squadra         | Tempo    |
| ---- | ------------- | --------------- | -------- |
| 1    | Rajko Petek   |                 | 5h25'30" |
| 2    | Steve Vermaut | Vlaanderen 2002 | s.t.     |
| 3    | Beat Zberg    | Rabobank        | a 1"     |

| Pos. | Corridore       | Squadra  | Tempo     |
| ---- | --------------- | -------- | --------- |
| 1    | Beat Zberg      | Rabobank | 27h48'05" |
| 2    | Philipp Buschor | Saeco    | a 1'15"   |
| 3    | Matteo Tosatto  | Ballan   | a 2'42"   |

### 7ª tappa
- 6 giugno: Bad Hofgastein > Gröbming – 133 km

| Pos. | Corridore        | Squadra | Tempo    |
| ---- | ---------------- | ------- | -------- |
| 1    | Mirko Rossato    | Scrigno | 3h04'39" |
| 2    | Aldo Zanetti     | Scrigno | s.t.     |
| 3    | René Haselbacher |         | s.t.     |

| Pos. | Corridore       | Squadra  | Tempo     |
| ---- | --------------- | -------- | --------- |
| 1    | Beat Zberg      | Rabobank | 30h52'44" |
| 2    | Philipp Buschor | Saeco    | a 1'25"   |
| 3    | Matteo Tosatto  | Ballan   | a 2'42"   |

## Classifiche finali

### Classifica generale
| Pos. | Corridore         | Squadra                     | Tempo     |
| ---- | ----------------- | --------------------------- | --------- |
| 1    | Beat Zberg        | Rabobank                    | 30h52'44" |
| 2    | Philipp Buschor   | Saeco                       | a 1'25"   |
| 3    | Matteo Tosatto    | Ballan                      | a 2'42"   |
| 4    | Walter Bonca      |                             | a 3'14"   |
| 5    | Rolf Huser        | Post Swiss Team             | a 3'31"   |
| 6    | Rajko Petek       |                             | a 4'02"   |
| 7    | Thomas Mühlbacher |                             | a 4'03"   |
| 8    | Massimo Donati    | Saeco                       | a 4'11"   |
| 9    | Daniele Nardello  | Mapei-Bricobi               | s.t.      |
| 10   | Wim Vansevenant   | Vlaanderen 2002-Eddy Merckx | a 4'13"   |